# Jessy Moulin
Jessy Moulin (* 13. Januar 1986 in Valence) ist ein ehemaliger französischer Fußballspieler. Der Torwart stand zuletzt bei ES Troyes AC unter Vertrag und beendete im Sommer 2023 seine Karriere. Die meisten Pflichtspiele absolvierte er für seinen Jugendverein AS Saint-Étienne, mit welchem er 2013 den französischen Ligapokal gewinnen konnte.

## Karriere
Moulin wechselte 2005 in die erste Mannschaft des AS Saint-Étienne. In den Jahren 2008 bis 2010 war er an AC Arles-Avignon und Étoile Fréjus-Saint-Raphaël ausgeliehen. Am 15. Mai 2011 gab der Franzose sein Debüt für Saint-Étienne im Spiel gegen Stade Rennes, als er in der 53. Minute für Jérémie Janot eingewechselt wurde. Im Juli 2011 folgte eine weitere Leihe zu Clermont Foot, ehe er ab 2012 wieder für seinen Stammverein spielte und den französischen Ligapokal gewann. In der Saison 2020/21 stand Moulin in mehr Ligaspielen auf dem Platz als in all seinen Spielzeiten bei der AS Saint-Étienne zuvor. Nach jener Saison schloss er sich 2021 ES Troyes AC an. Bei Troyes war er nur der Ersatztorhüter und absolvierte in 2 Jahren 8 Pflichtspiele. Im Sommer 2023 beendete er seine Fußballkarriere.

## Erfolge
AS Saint-Étienne
- Französischer Ligapokal: 2012/13